# (536920) 2015 FM345
(536920) 2015 FM345 est un transneptunien faisant partie des cubewanos. Il pourrait mesurer 250 km de diamètre.